# Universalis Lingua Slavica
Universalis Lingua Slavica ("Universele Slavische taal"), ook bekend als Vseslovanski jazyk ("Pan-Slavische taal"), is een vroeg voorbeeld van een zonale hulptaal voor Slaven. De taal werd in 1826 gepubliceerd door de Slowaak Ján Herkeľ (1786-?1853).

## Eigenschappen
In tegenstelling tot kunsttalen als het Esperanto heeft Herkeľs Universele Slavische taal geen strak omlijnde grammatica en ook geen eigen woordenschat. Herkeľ beschouwde zijn werk dan ook niet als kunsttaal. Zoals alle negentiende-eeuwse panslavisten zag hij de Slavische talen als dialecten van één taal en zijn boek is vooral een vergelijkende grammatica tussen deze verschillende dialecten, waarin hij soms, maar lang niet altijd, grammaticale oplossingen aandraagt die expliciet door hem als "Universeel Slavisch" worden gekenschetst.

## Alfabet
Hoewel Herkeľ van mening is dat het Cyrillisch beter bij de Slavische talen past, kiest hij in zijn Pan-Slavische taal toch voor het Latijnse alfabet, aangevuld met enkele letters uit het Cyrillisch. In plaats van de gebruikelijke č en š gebruikt hij de Cyrillische equivalenten ч en ш; opmerkelijk is dat hij in het geval van ž weliswaar de Cyrillische ж niet uitsluit, maar toch de voorkeur geeft aan ƶ. In plaats van de verwachte h of ch gebruikt hij voor deze klankwaarde de eveneens aan het Cyrillisch ontleende letter x. Aldus stelt hij het volgende alfabet voor:
| A a | B b | C c | Ч ч | D d | E e | F f   |
| G g | H h | X x | I i | J j | Y y | K k   |
| L l | M m | N n | O o | P p | R r | S s   |
| Ш ш | T t | U u | V v | Z z | Ƶ ƶ | (Ж ж) |

## Voorbeeld
Aan het einde van zijn boek geeft Herkeľ enkele voorbeelden van zijn "Stylus Universalis", toegepast op het "Pannonische" (= Slowaakse) dialect:
Za starego vieku byla jedna kralica, koja mala tri prelepije dievice: milicu, krasicu a mudricu; vse tri byle bogate, okrem bogatstva milica byla pokorna, krasica uctiva, a mudrica umena. One matku, a matka je liubila, i nauчavala, medzi sebu takto govorile: mile sestri: mi poidemo za muƶi na tri strani: jedna k sjeveru, druga ku vixodu, tretia ku poldniu, nezabudnimo jedna na drugu, neb smo z jednej kervi, z jednej matieri. Ove rieчi sluшuc stara kralica, jejix matuшka od radosti omladnula, vidane sve ceri чasto naшtiovala, a vse liudstvo spjevanim svim rastomilim obveselavala.